# José Gregorio Hernández (paroisse civile)
Pour l’article homonyme, voir José Gregorio Hernández.
José Gregorio Hernández est l'une des quatre paroisses civiles de la municipalité de Rafael Rangel dans l'État de Trujillo au Venezuela. Sa capitale est Isnotú.

## Étymologie
La paroisse civile porte le nom du médecin et religieux vénézuélien José Gregorio Hernández (1864-1919).